# Семигинівське нафтове родовище
Семигинівське нафтове родовище — належить до Бориславсько-Покутського нафтогазоносного району Передкарпатської нафтогазоносної області Західного нафтогазоносного регіону України.

## Опис
Розташоване у Стрийському районі Львівської області на відстані 14 км від м. Стрий.
Приурочене до другого ярусу складок північно-західної частини Бориславсько-Покутської зони. Семигинівська структура виявлена в 1968 р. і являє собою асиметричну антикліналь північно-західного простягання. Поперечними скидо-зсувами складка розбита на Семигинівський та Довголуцький блоки, які є окремими гідродинамічними системами. Розміри складки у Семигинівському блоці 7,0х2,5 м, висота 130 м. 
Перший промисловий приплив нафти отримано в 1976 р. при випробуванні клівських пісковиків менілітової світи з інт. 4290-4369 м.
Поклад пластовий, склепінчастий, тектонічно екранований. Режим покладу пружний та розчиненого газу. З 1982 р. родовище знаходиться в консервації. Запаси початкові видобувні категорій А+В+С1: нафти — 3200 тис. т; розчиненого газу — 995 млн. м³. Густина дегазованої нафти 847 кг/м³. 